# Dansk Antijødisk Liga
Dansk Antijødisk Liga (DAL) var en dansk förening som grundades av Aage H. Andersen den 31 oktober 1941 som ersättning för det politiske partiet National Socialistisk Arbejder Parti.
DAL sågs dock inte som ett nytt politiskt parti. Dansk Antijødisk Liga samarbetade med det danska nazistpartiet DNSAP och tillskrev sig kampen mot "den internationella judendomen". Den 20 maj 1944 förbjöds DNSAP:s medlemmar att samtidigt vara medlem av DAL, eftersom dess grundare, Aage H. Andersen, samma dag uteslöts ur DNSAP.